# Breathe Slow
„Breathe Slow” este un cântec al interpretei britanice Alesha Dixon. Acesta a fost compus de Carsten Schack și Kenneth Karlin și inclus pe cel de-al doilea material discografic de studio al artistei, The Alesha Show. Piesa a fost lansată ca cel de-al doilea extras pe single al albumului în luna februarie a anului 2009.
Discul a devenit cel de-al doilea hit de top 5 din cariera solo al cântăreței în țara sa natală. „Breathe Slow” a beneficiat și de o promovare la nivel european, ocupând poziții de top 20 în alte cinci regiuni europene.

## Lista cântecelor
Disc single eliberat în Regatul Unit
1. „Breathe Slow” (versiune radio)
2. „Breathe Slow” (remix)

Descărcare digitală eliberată în Regatul Unit
1. „Breathe Slow”

## Prezența în clasamente
„Breathe Slow” a debutat pe locul 163 în clasamentul oficial din Regatul Unit, urcând până pe locul 92 în săptămâna următoare. Discul a obținut locul 3 în UK Singles Chart, devenind primul hit de top 3 al artistei în acest clasament și cel de-al doilea hit de top 5 în cariera solo. Cântecul a staționat în primele patruzeci de piese ale topului timp de aproape patru luni. În Irlanda, „Breathe Slow” a obținut locul 18, devenind cel de-al treilea cântec al artistei ce se clasează în cele mai bine vândute cincizeci de cântece din Ireland Singles Chart.
Discul a activat și în Croația, unde a câștigat locul 7, egalându-și predecesorul, Bulgaria, obținând locul 14, în Cehia, debutând pe locul 73 și în Macedonia, unde a urcat până pe treapta cu numărul 12. Datorită succesului înregistrat în cele cinci regiuni, „Breathe Slow” a obținut treapta cu numărul 18 în clasamentul european. Ulterior, înregistrarea a devnit populară la posturile radio din România, fiind cotată pe locul 6 în ierarhia compilată de APC Charts/Euro 200. De asemenea, în clasamentul oficial al Europa FM cântecul a ocupat treapta cu numărul 7.

## Personal
- Producători și aranjori: Carsten Schack și Kenneth Karlin;[2]
- Instrumental: Carsten Schack și Kenneth Karlin;[2]
- Inginer de sunet: Dan Nain;[2]
- Înregistrat la: Westlake Studios, în Los Angeles;[2]
- Mixat de: Marnny Marroquin la Larrabee Studios în Universal City;[2]
- Asistenți: Christian Plata și Erik Madrid.[2]

## Clasamente
| Clasament                      | Poziția maximă | Referință |
| ------------------------------ | -------------- | --------- |
| Belgia Singles Chart (Flandra) | 62             | [ 16 ]    |
| Belgia Singles Chart (Valonia) | 53             | [ 17 ]    |
| Bulgaria Singles Chart         | 14             | [ 4 ]     |
| Czech Singles Chart            | 12             | [ 11 ]    |
| Croatia Singles Chart          | 7              | [ 10 ]    |
| Euro 200                       | 18             | [ 13 ]    |
| European Hot 100               | 13             | [ 18 ]    |
| Ireland Singles Chart          | 18             | [ 4 ]     |

| Clasament               | Poziția maximă | Referință |
| ----------------------- | -------------- | --------- |
| Italy Airplay Chart     | 88             | [ 19 ]    |
| Macedonia Singles Chart | 12             | [ 12 ]    |
| Poland Singles Chart    | 29             | [ 20 ]    |
| Romanian Top 20 (APC)   | 6              | [ 14 ]    |
| Russian Airplay Chart   | 63             | [ 21 ]    |
| Slovakia Singles Chart  | 30             | [ 22 ]    |
| UK Singles Chart        | 3              | [ 4 ]     |
| UK Download Chart       | 3              | [ 23 ]    |